# Голямата игра
Голямата игра (на английски: The Great Game) е термин, обикновено приписван на Артър Конъли, с който се описва съперничеството и стратегическото противопоставяне между Британската империя и Руската империя в района на Централна Азия. Класическият период на Голямата игра е между 1813 и Англо-руската конвенция от 1907. След Болшевишката революция от 1917 следва втора, по-малко интензивна фаза на съперничество.

## Произход
Изразът „Голямата игра“ придобива гражданственост благодарение на известния роман „Ким“ на Ръдиард Киплинг. Терминът „голямата игра“ се налага и използва и в преносен смисъл в геополитиката през 20 век, като означение въобще на противопоставянето, отстояването и/или налагането интересите на една или друга от великите сили в света.